# Karl Schimmelpfennig (Agrarwissenschaftler)
Karl Schimmelpfennig (* 30. Oktober 1901 in Briesen, Kreis Belgard; † 20. Juni 1990 in Oldenburg (Oldb)) war ein deutscher Diplomlandwirt und Tierzuchtdirektor.

## Leben
Karl Schimmelpfennig war ein Bauernsohn aus Pommern, legte die Abiturprüfung in Stolp ab und studierte an der Friedrich-Schiller-Universität Jena Landwirtschaft mit dem Abschluss als Diplomlandwirt. Darauf folgten Tätigkeiten auf Gütern in Pommern, Brandenburg und Schlesien. Im Jahre 1924 promovierte er in Jena zum Dr. phil. und bildete sich auf dem Gebiet der Rinderzucht in den Regionen Brandenburg, Schlesien und Niedersachsen (hier als Tierzuchtinspektor in Lüneburg) weiter. Im Jahr 1930 wurde er Zuchtleiter im Oldenburger Herdbuch-Verein und 1932 nach der Vereinigung der beiden bisherigen Organisationen Tierzuchtdirektor und Geschäftsführer der Oldenburger Herdbuchgesellschaft e. V. mit Sitz in Oldenburg. Das blieb er bis zum Ende des Jahres 1971.
Durch seine verantwortliche Tätigkeit in einem der größten Rinderzuchtverbände erhielt er mehrere Berufungen in Fachgremien:
- zur Bekämpfung von Tierseuchen
- bei der Arbeitsgemeinschaft Deutscher Rinderzüchter e. V. (ADR)[2] und
- bei der Deutschen Landwirtschafts-Gesellschaft e. V. (DLG)

Seit 1921 in der Deutschen Gesellschaft für Züchtungskunde (DGfZ) organisiert, war er von 1953 bis 1972 Mitglied des Hauptausschusses dieses Vereins.

## Veröffentlichungen (Auswahl)
- Die Bedeutung des hannoverschen Pferdes für die pommersche Pferdezucht, mit besonderer Berücksichtigung des Kreises Schivelbein. Diss. an der Phil. Fak. Jena, 1924, 122 S.
- Untersuchungen über Leistungsvererbung in der Rinderzucht. In: Züchtungskunde, 18, 1943, H. 2, 33–43
- 70 Jahre Oldenburger Herdbuch-Gesellschaft : Vortrag anläßl. des 70jährigen Bestehens der Oldenburger Herdbuch-Gesellschaft, Oldenburg : Herdbuch-Gesellschaft (OHG), 1950, 36 S.
- Erfahrungsbericht aus der Praxis der Tuberkulose- und Abortus-Bang-Bekämpfung : Vortrag beim Kuratorium für Rindergesundheitsdienst Oldenburg (Old.), 1953, 37 S.
- Rinderzucht und Rindergesundheitsdienst in Dänemark. Oldenburg : OHG, 1954, 23 S.
- Über neuzeitliche Probleme in der Rinderzucht. Oldenburg : OHG, 1956, 203 S.
- Zur Tuberkulosebekämpfung in den Rinderbeständen. Leipzig : Hirzel, 1957, 88 S., Sitzungsberichte der DAL zu Berlin, Bd. 6, Heft 8
- Über Fragen der Typ- und Euterbeurteilung in der Schwarzbuntzucht. In: Wiss. Zeitschr. der KMU Leipzig, Math.-naturwiss. Reihe, 6, 1956/57, 4, S. 447–452.
- Schwarzbuntzucht in den USA und bei uns, ihre Probleme und Tendenzen. Oldenburg : OHG, 1960, 30 S.
- Möglichkeiten der praktischen Verwirklichung der Zucht auf Lebensleistung in einem Zuchtverband und Fleischleistung als Zuchtziel in der deutschen Rinderzucht (Niederungsvieh). Oldenburg : OHG, 1962, 56 S.
- Betrachtungen zur gegenwärtigen Situation der Betriebe mit starker Rinderhaltung. Oldenburg : OHG, 1964, 56 S.

## Auszeichnungen
- 1955 Bundesverdienstkreuz 1. Klasse
- 1958 Dr. agr. h. c. durch die Landw. Fakultät der Universität Jena
- Ehrenbürgerschaft der Tierärztlichen Hochschule Hannover
- Max-Eyth-Medaille in Silber der Deutschen Landwirtschafts-Gesellschaft (DLG)
- 1972 Ehrenmitgliedschaft in der DGfZ[3]

## Würdigung
Schimmelpfennig leitete 40 Jahre einen der drei (nach 1945 der zwei) größten Zuchtverbände des Schwarzbunten Rindes. Er betrachtete Züchtung und Zuchtziele vor dem Hintergrund der ökonomischen Anforderungen und betriebswirtschaftlichen Möglichkeiten. Von ihm ging bereits die Initiative zur Gründung des „Zentralverbandes der deutschen Schwarzbuntzüchter e. V.“ als Vorläufer des „Verbandes Deutscher Schwarzbuntzüchter e. V.“ aus. Er regte die Durchführung von nationalen Tierschauen der „Schwarzbunten“ an. Durch konsequente Sanierung der Herdbuchbestandes bezüglich Tuberkulose und Brucellose förderte er Absatz und vor allem Export von Zuchttieren seiner Organisation. In vielen Vorträgen und Veröffentlichungen übermittelte er seine langjährigen Erfahrungen an Züchter und Berufskollegen und war als neutraler Preisrichter gefragt.